# Château de Campagne (Roumoules)
Pour les articles homonymes, voir Château de Campagne.
Le château de Campagne est un château situé à Roumoules, en France.

## Localisation
Le château est situé sur la commune de Roumoules, dans le département français des Alpes-de-Haute-Provence.

## Historique
L'édifice est inscrit au titre des monuments historiques en 1989 et classé en 1992.